# 쿠릴 아이누
쿠릴 아이누(영어: Kuril Ainu, 일본어: 千島アイヌ 치시마아이누[*]) 또는 루루톰운쿠르(ルルトムンクル Ruru-tom-un-kur)는 과거 쿠릴열도 북부의 시무시루군・슈무슈군과 캄차카반도 남단에 거주했던 아이누계 민족이다. 북해도의 야운쿠르, 사할린의 레푼모시르운쿠르와는 다른 문화・전통을 가졌던 것으로 알려져 있었지만, 일본과 러시아 사이에 체결된 가라후토-지시마 교환조약으로 이주당하면서 인구가 격감해 현재 그 문화가 단절되었다.
"쿠릴 아이누"라고도 하지만 이들은 정확히 말하면 북쿠릴과 캄차카 남단에 살았다. 쿠릴열도 남부, 즉 일본이 영유권을 주장하는 북방4도의 아이누는 북해도의 야운쿠르와 동계통이며, 루루톰운쿠르는 시무시르섬에서 캄차카반도 남단에 뿌리를 갖는다. 우루프섬과 시무시르섬 사이의 부솔수도를 경계로 아이누의 민족문화 전통이 달라진다는 것은 이미 일찍이부터 알려져 있었으며, 콘도 쥬조의 『변요분계도고』(1804년)와 우에바라 쿠마지로의 『에조지명고찰리정기』에 그것이 기록되어 있었다. 이 기록들을 보면 북해도의 아이누들 사이에서 북방4도의 아이누는 도동일대의 아이누와 같은 그룹으로 분류되고 있었고, 그 이북의 그룹은 “추프카운쿠르”(아이누어: チュプカウンクル cupka-un-kur→동쪽의 사람들)라는 별도의 이름으로 불리고 있었다. 여기서 “추프카”란 “해의 위”, 즉 태양이 떠오르는 방향인 동쪽을 뜻하는 아이누어다.:178-179
1899년 도리이 류조가 조사한 바에 따르면, 북쿠릴의 아이누는 스스로를 “서쪽 사람”이라는 뜻의 “루톤몬구루”(아이누어: ルートンモングル ruton-mon-guru)라고 불렀고, 북해도 아이누를 “남쪽 사람”이라는 뜻의 “야무구루”(아이누어: ヤムグル yamu-guru)라고 불렀으며, 캄차달인을 “추프카안구루”(아이누어: チュプカウングル cupka-an-guru), 즉 “동쪽 사람”이라고 불렀다. 여기에서도 “루톤”이란 부솔수도 이북의 북쿠릴만 해당하는 것으로 되어 있다.:34-48 도리이가 알아들은 이름들의 보다 정확한 호칭은 각각 “바다의 사람”이라는 뜻의 “루루톰운쿠르” 또는 “도서(島嶼) 사람”이라는 뜻의 룻톰운쿠르(아이누어: ルットムンクル ruttom-un-kuru), 그리고 “본토 사람”이라는 뜻의 야운쿠르였던 것으로 보인다. 다만 사사키 토시카즈는 북쿠릴의 아이누 스스로 북해도 아이누를 “본토 사람”이라고 부르는 것은 부자연스럽다는 점에서, 이 호칭들도 그들 독자적인 것은 아닐 수 있음을 지적했다.:7-12
캄차카반도 남부 로팟카곶 일대에는 아이누어 지명이 몇 개 남아 있어, 캄차카반도 남부도 루루톰운쿠르의 거주권이었다고 보여지고 있다.:260-264
본토 아이누의 전설 속의 코로폭쿠르의 정체가 사실 이들이었다는 설이 있다.